# La Cala Del Moral
La Cala Del Moral is een deelgemeente van Rincón De La Victoria in de Spaanse provincie Málaga ten oosten van de stad Málaga. Het heeft als postnummer 29730. Het aantal inwoners bedroeg in 2013 13.136.